# Боргаро-Торинезе
Боргаро-Торинезе (итал. Borgaro Torinese, пьем. Borghi) — коммуна в Италии, расположена в области Пьемонт, в провинции Турин.
Население составляет 13 455 человек (2008 г.). Занимает площадь 14 км². Почтовый индекс — 10071. Телефонный код — 011.
Покровителями коммуны почитаются святые Косма и Дамиан, празднование в последнее воскресение сентября.

## Демография
Динамика населения:

## Администрация коммуны
- Официальный сайт: http://www.comune.borgaro-torinese.to.it/